# William Lowndes Yancey

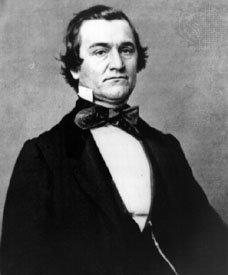
William Lowndes Yancey

William Lowndes Yancey (* 10. August 1814 in der Nähe der Wasserfälle des Ogeechee River, Warren County, Georgia; † 27. Juli 1863 in Montgomery, Alabama) war ein amerikanischer Journalist, Politiker, Redner, Diplomat und Jurist sowie ein Führer der Sezessionsbewegung.

## Werdegang
William Lowndes Yancey war der Sohn von Benjamin Cudworth Yancey, einem Rechtsanwalt aus South Carolina, und Caroline Bird. Er besuchte das Williams College und studierte danach die Rechtswissenschaften in Greenville, South Carolina. Seine Zulassung als Rechtsanwalt erhielt er im Jahr 1834 und arbeitete danach als Anwalt zunächst in Greenville. 1836 zog er nach Cahawba in Alabama um und betätigte sich zunächst als Baumwollpflanzer sowie als Redakteur der Zeitungen Cahawba Democrat und Cahawba Gazette. 1839 zog er nach Wetumpka, ebenfalls in Alabama, um und nahm dort seine Tätigkeit als Rechtsanwalt wieder auf.
1841 wurde er als Abgeordneter in das Repräsentantenhaus von Alabama gewählt, 1843 war er im Senat von Alabama tätig. Vom 2. Dezember 1844 bis zum 1. September 1846 übte er während der 28. und nach seiner Wiederwahl während der 29. Kongresswahlperiode sein Amt als demokratischer Abgeordneter in Nachfolge des zurückgetretenen Parlamentariers Dixon Hall Lewis im Repräsentantenhaus der Vereinigten Staaten aus. Als Befürworter der Sklaverei geriet er häufig in Auseinandersetzungen mit Abgeordneten aus den nördlicheren Bundesstaaten.
Nach seinem Rücktritt zog er nach Montgomery und erwarb dort einen landwirtschaftlichen Betrieb mit Milchwirtschaft. Er war 1848, 1856 und 1860 Delegierter zu den Democratic National Conventions. Am 7. Januar 1861 nahm er führend an der in Montgomery tagenden verfassunggebenden Versammlung teil. Bekannt wurde sein Satz „The man and the hour have met. We now hope that prosperity, honor, and victory await his administration.“, den er in seiner Einführungsrede anlässlich der Amtseinführung von Jefferson Davis, des Präsidenten der Konföderierten Staaten, am 18. Februar 1861 verwendete.
Als Vorsitzender einer Kommission reiste er 1861 im Auftrag von Jefferson Davis nach Europa, um den Regierungen in England und Frankreich die Idee der Konföderierten Staaten vorzustellen und vergeblich für deren politische Anerkennung zu werben. Am 21. Februar 1862 wurde er in den ersten Senat der Konföderierten Staaten gewählt.
William Lowndes Yancey starb am 27. Juli 1863 in seinem Hause in der Nähe von Montgomery und wurde auf dem Oakland Cemetery begraben.